# Paul Hegarty (football, 1954)
Paul Hegarty est un footballeur et un entraîneur écossais, né le 25 janvier 1954, à Édimbourg en Écosse. Il jouait au poste de défenseur (bien qu'il ait commencé sa carrière au poste d'avant-centre). Il a fait la totalité de sa carrière de joueur et d'entraîneur en Écosse, nation pour laquelle il a été international.

## Carrière de joueur

### Carrière en club
Paul Hegarty commença sa carrière comme avant-centre dans l'équipe d'Hamilton Academical, avant d'être recruté par Dundee United. C'est au sein de cette équipe, après deux ans en tant qu'avant-centre, qu'il s'essaya pour la première fois au poste de défenseur central formant une célèbre paire avec Dave Narey, à la suite d'une idée de l'entraîneur Jim McLean.
Alors qu'il n'était qu'un avant-centre de niveau correct, il devint un défenseur de très haut standing. Ses prestations lui valurent de devenir capitaine de Dundee United et jouèrent un rôle important dans l'accession du club à ses premiers grands trophées, dont le tout premier en 1979 avec la victoire en Coupe de la Ligue d'Écosse.
Il participa aussi de manière active à la conquête du titre en championnat, en jouant tous les matches de la saison 82-83, ainsi que la campagne européenne de Dundee United de 1987 qui emmena le club jusqu'en finale.
À partir de 1990, il finit sa carrière dans les clubs de moindre niveau de St. Johnstone puis de Forfar Athletic, où il devint joueur-entraîneur à la fin de la saison 1990-91 puis pour toute la saison 1991-1992.

### Carrière internationale
Hegarty était sélectionnable pour l'Écosse et a connu 8 sélections nationales entre 1979 et 1983. Lors de sa huitième et dernière sélection contre l'Irlande du Nord, Hegarty a porté le brassard de capitaine.

### Palmarès
- Champion d'Écosse : 1982-1983 (avec Dundee United)
- Coupe de la Ligue d'Écosse : 1979-1980 et 1980-1981 (avec Dundee United)
- Scottish First Division : 1989-1990 (avec St. Johnstone)

## Carrière d'entraîneur
Sa carrière d'entraîneur débuta donc par un poste de joueur-entraîneur à Forfar Athletic qui se termina à la fin de la saison 1991-1992 sur une relégation du club. À la suite de cela, Hegarty retourna à Dundee United dans un poste d'entraîneur adjoint, poste qu'il connaîtra aussi à Heart of Midlothian et à Aberdeen. C'est d'ailleurs à Aberdeen qu'il reprendra un poste d'entraîneur, en janvier 1999, en intérim, à la suite de la démission d'Alex Miller. À la suite de cet intérim au cours duquel il sauva Aberdeen de la relégation, c'est encore à Dundee United que Hegarty rebondit, en octobre 2002. Il fut nommé entraîneur du club, même s'il n'était que le deuxième choix du président, Eddie Thompson, qui aurait préféré nommer l'entraîneur de Falkirk, Ian McCall, qui n'a pu se libérer de son contrat pour venir à Dundee United. Toutefois, cette position délicate ne permit pas à Hegarty de s'imposer réellement dans son poste, surtout quand Ian McCall réussit enfin à se libérer de Falkirk deux mois plus tard, en janvier 2003, ce qui amena au limogeage de Hegarty et à son remplacement par Ian McCall.
Après cet intermède, Hegarty retrouva des postes d'assistant-entraîneur, notamment à Livingston et à Dunfermline Athletic. Le 3 décembre 2008, Hegarty a été nommé entraîneur de Livingston, en remplacement de Roberto Landi, où il resta jusqu'au 26 avril 2009 et son remplacement par John Murphy.